# The Race Club
The Race Club ist ein renommierter US-amerikanischer Schwimmverein, der offiziell im Jahre 2003 von Gary Hall junior gegründet wurde und vor allem für das Training zahlreicher Olympiateilnehmer und -sieger bekannt ist. Beheimatet ist der Klub im Founders Park in Islamorada, Florida; er weist ein 50-Meter-Becken mit acht Bahnen und ein zwölf Fuß tiefes Tauchbecken auf.

## Geschichte
Die Geschichte des Klubs reicht bis ins Jahr 2000 zurück, als sich erstmals ein 13-köpfiges talentiertes Schwimmerteam zusammentat, um für die Olympischen Sommerspiele 2000 in Sydney zu trainieren. Damals trat diese Gruppierung, die den ganzen Ablauf ihres Trainings noch als Experiment ansah, noch unter dem Namen The World Team in Erscheinung. Hauptaugenmerk waren zu diesem Zeitpunkt bereits die fünf Trainingsdisziplinen Schwimmen, Krafttraining, Mentaltraining, Nutrition sowie die Erholung. Von den damals 13 Athleten nahmen zehn an den Olympischen Spielen in Australien teil, sechs davon waren aus den Vereinigten Staaten. Aufgrund der Erfolge, allein die sechs Amerikaner gewannen insgesamt zehn Medaillen, entschloss sich mit Gary Hall junior einer dieser Athleten im Jahre 2003 den The Race Club in Islamorada, Florida, zu gründen. Ihm schloss sich unter anderem sein Vater Gary Hall senior, seines Zeichens selbst dreifacher Olympiamedaillengewinner, an.
Zusammen mit einer Designerin aus England entwarf Hall, Jr. das Logo des Schwimmklubs in den Hauptfarben Rot für Kampfgeist und Stärke sowie Blau für Wahrheit und Treue, und den Wappentieren, zwei Delfinen und einem Meeresgreif. Vor allem um sicherzugehen, dass der Erfolg von 2000 kein Zufall war, trainierte man für die Olympischen Sommerspiele 2004 in Athen, wo die Vereinsmitglieder des Race Club insgesamt sechs Medaillen gewinnen konnten. Im Jahre 2006 öffnete der elitäre Klub, der bis zu diesem Zeitpunkt nur Vollprofis trainierte, die Türen auch für den Rest der Welt. So wurden ab dieser Zeit auch Trainingscamps angeboten. Im Jahre 2008 nahmen 17 Schwimmer aus 15 Nationen, die beim Race Club trainiert hatten, an den Olympischen Sommerspielen 2008 in Peking teil, wobei insgesamt acht Medaillen gewonnen und zahlreiche Bestzeiten geschwommen wurden.
Danach zog sich der Klub weitgehend als Trainingsstätte von Olympiateilnehmern zurück und spezialisierte sich mehr auf das Training und die Entwicklung eines der weltweit fortgeschrittensten Schwimmcamps. Dem Stab des Vereins gehören aktuell (Stand: Mai 2015) Gary Hall senior als technischer Direktor und Cheftrainer und dessen Frau Mary Hall als Managerin und Buchhaltern, sowie zwei der insgesamt sechs gemeinsamen Kinder, Amy und Richard Hall an. Während Amy Hall als Geschäftsführerin und Assistenztrainerin in Erscheinung tritt, ist Richard Hall für die Videoproduktion und -analyse sowie ebenfalls als Assistenztrainer aktiv.
Um das Schwimmtrainingsprogramm zu komplementieren, vertreibt der Klub seine eigene Schwimm-Nutrition, das speziell für Wettkampfschwimmer abgestimmt wurde. Des Weiteren gibt es einen Vertrieb von Bade- und Freizeitkleidung sowie weiteres Equipment. Außerdem benützt der Klub spezielle Technik an Unterwasserfotografie, um eigene Schwimmtechnikvideos anzufertigen und zu analysieren; auch hiervon werden DVDs vertrieben.
Wie folgt eine Auswahl an Olympiateilnehmern und -siegern des The World Team bzw. des The Race Club:

## Auswahl an Olympiasiegern
- Gary Hall senior
- Gary Hall junior
- Anthony Ervin
- Klete Keller
- Nathan Adrian
- Milorad Čavić
- Mirna Jukić
- Duje Draganja
- George Bovell
- Therese Alshammar
- Fernando Scherer

## Auswahl an Olympiateilnehmern
- Mike Bottom (Trainer)
- Gordan Kožulj
- Mario Delač
- Brett Hawke
- Michelle Engelsman
- Henrique Barbosa
- Fabiola Molina
- Mark Foster
- Darren Mew
- Guy Barnea
- Bartosz Kizierowski
- Dominik Meichtry
- Ricardo Busquets
- Igor Jurjewitsch Martschenko